# Bräcke SK
Bräcke Sportklubb är en idrottsförening i Bräcke i Jämtland, bildad 1916. Bräcke Sportklubb bedriver verksamhet inom innebandy, fotboll, basket, gymnastik och längdåkning.
Basketlaget för herrar har spelat några säsonger i Division 1 som är den näst högsta serien i Sverige och fotbollslaget för herrar har som bäst spelat i Division 3.